# The Halifax Rifles (RCAC)
The Halifax Rifles (RCAC) sont un régiment blindé de la Première réserve de l'Armée canadienne. Il fait partie du 36e Groupe-brigade du Canada au sein de la 5e Division du Canada et est stationné à Halifax en Nouvelle-Écosse. La mention « RCAC » dans le nom du régiment signifie « Royal Canadian Armoured Corps » ou, en français, Corps blindé royal canadien.
L'unité a été créée en 1860 sous le nom de « Halifax Volunteer Battalion ». En 1869, elle a été renommée en « Halifax Volunteer Battalion of Rifles » et, plus tard la même année, en « 63rd The Halifax Volunteer Battalion of Rifles ». En 1870, la mention « Volunteer » a été retirée du nom. En 1900, le bataillon est devenu un régiment et a été renommé en « 63rd Regiment "Halifax Rigles" ». En 1920, celui-ci a été renommé en « The Halifax Rifles ». En 1946, l'unité a été convertie en régiment blindé et renommée en « 23rd Armoured Regiment (Halifax Rifles), RCAC ». En 1949, celui-ci a été renommé en « The Halifax Rifles (23rd Armoured Regiment) » avant d'adopter son nom actuel, « The Halifax Rifles (RCAC) », en 1958. En 1965, tout le personnel du régiment a été transféré à d'autres unités et le régiment a été mis dans l'ordre de bataille supplémentaire. En 2009, le régiment a été ré-activé.
En plus de leur propre histoire, The Halifax Rifles (RCAC) perpétuent l'héritage du 40e Bataillon "outremers", CEC, un bataillon du Corps expéditionnaire canadien (CEC) de la Première Guerre mondiale.

## Rôle et organisation

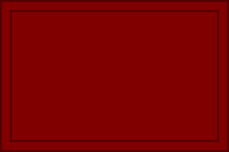
Insigne distinctif de la 5e Division du Canada

The Halifax Rifles (RCAC) sont un régiment du Corps blindé royal canadien. Il fait partie du 36e Groupe-brigade du Canada, un groupe-brigade de la Première réserve de l'Armée canadienne qui fait lui-même partie de la 5e Division du Canada. Son quartier général se situe dans le manège militaire d'Halifax en Nouvelle-Écosse. Le rôle des Halifax Rifles est la reconnaissance dont la mission est d'acquérir des renseignements sur l'ennemi.

## Équipement

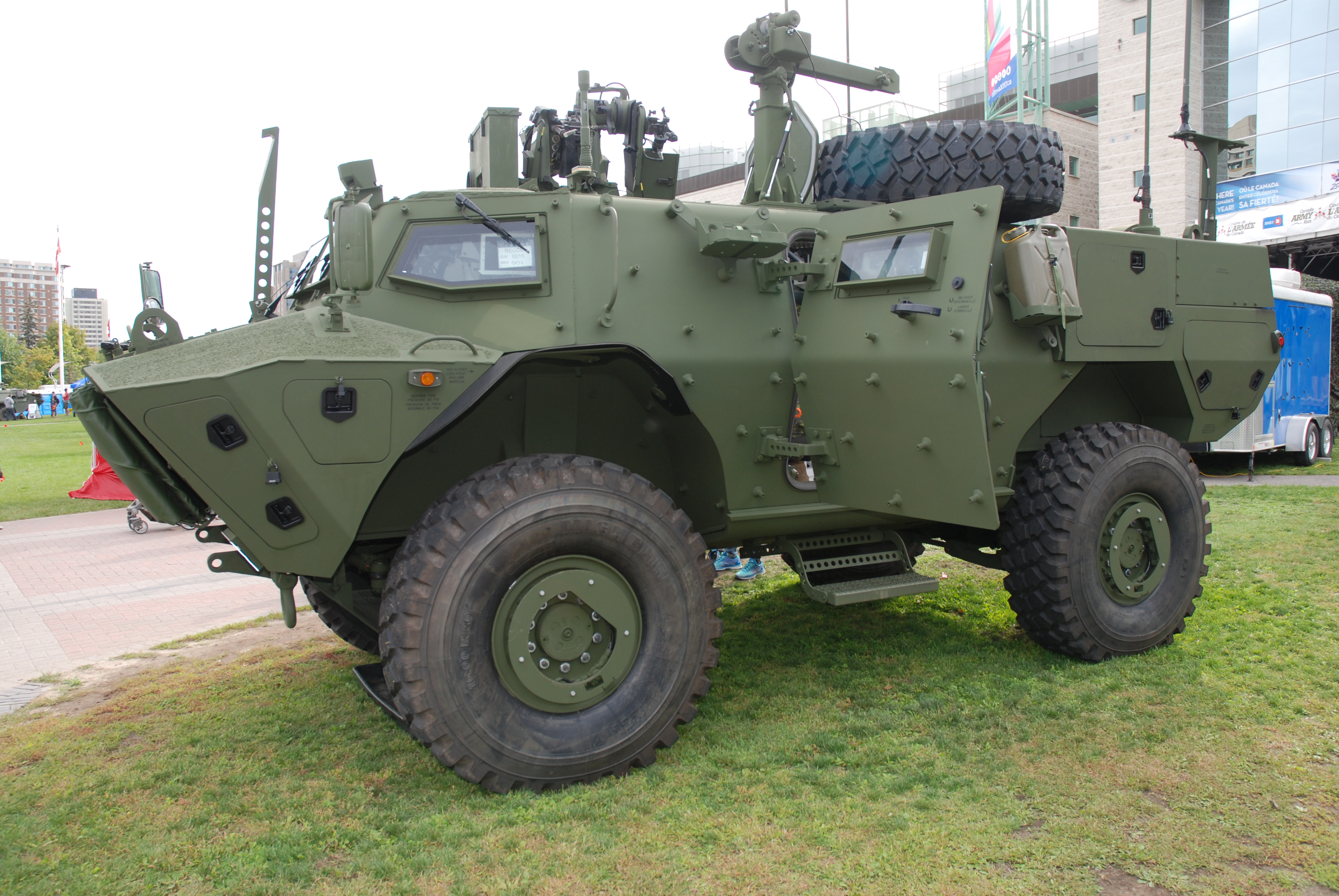
Le (VBTP)

Les véhicules utilisés par le régiment incluent le véhicule utilitaire léger à roues (G Wagon), le véhicule blindé tactique de patrouille (en) (VBTP), le système de véhicules de soutien moyen (en) (SVSM), le véhicule de soutien léger à roues (VSLR) et le véhicule utilitaire léger à roues (MilCOTS).
Les armes utilisées par le régiment incluent le pistolet Browning de 9 mm, la mitrailleuse semi-lourde C6 de 7,62 mm, le fusil automatique C7A2 de 5,56 mm, la mitrailleuse légère C9A2 et l'arme antichar légère M72.

## Histoire

### Origines et raids féniens

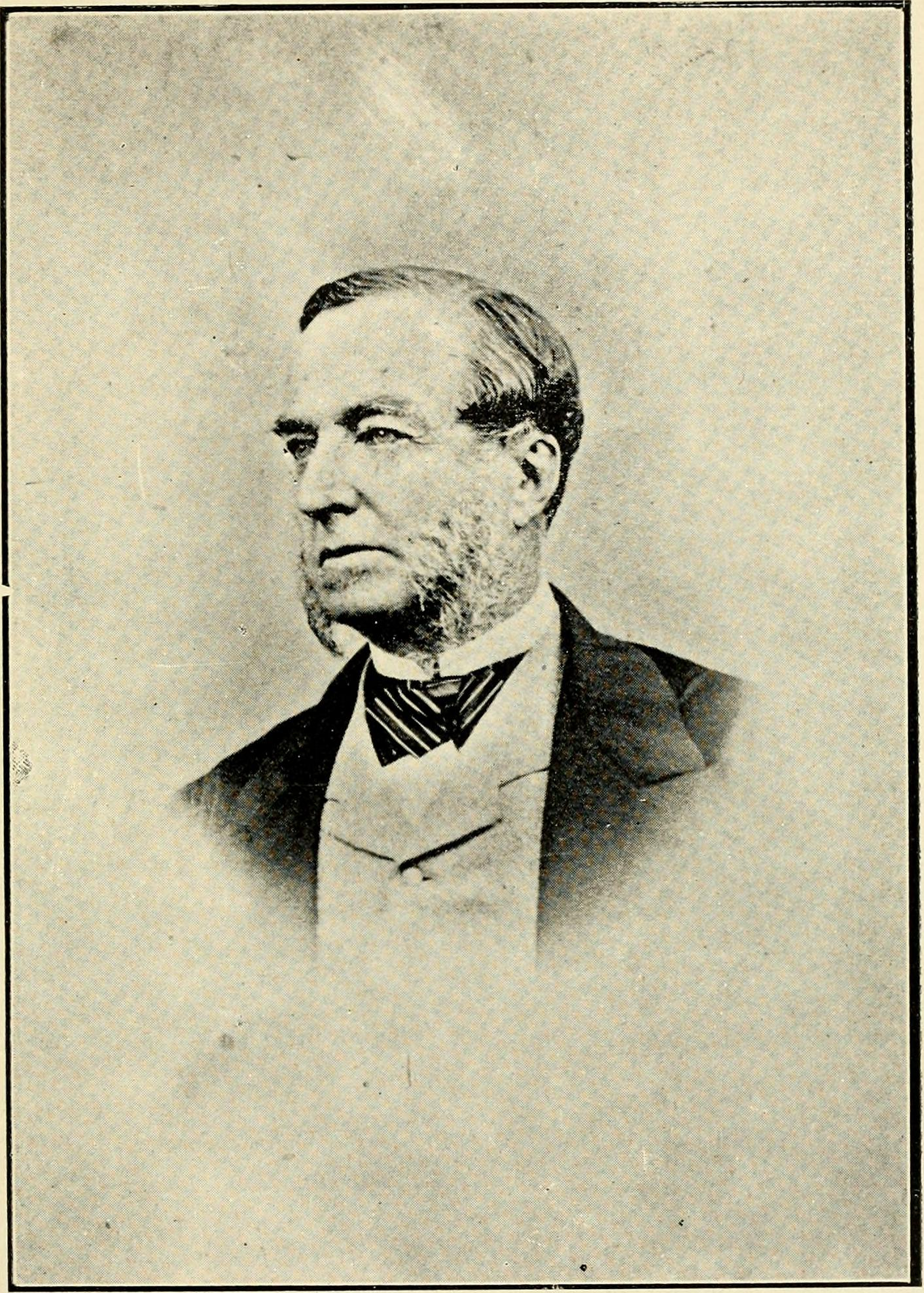
Lieutenant-colonel William Chearnley, considéré comme le « père du régiment »

L'unité a été créée à Halifax en Nouvelle-Écosse le 14 mai 1860 sous le nom de « Halifax Voulunteer Battalion » en tant qu'un bataillon de volontaires. En fait, il s'agit du troisième bataillon de volontaires créés en Amérique du Nord britannique après ceux de Montréal et de Toronto.
Dans la foulée des raids féniens, le 6 juin 1866, le bataillon a été mis en service actif. Il en fut retiré le 31 juillet suivant.
À la suite de la création de la Confédération canadienne en 1867, le 28 mai 1869, l'unité a été transférée au Dominion du Canada et été renommée en « Halifax Volunteer Battalion of Rifles » et, le 5 novembre suivant, en « 63rd The Halifax Volunteer Battalion of Rifles ». Le 13 mai de l'année suivante, elle a été renommée en « 63rd The Halifax Battalion of Rifles ».

### Rébellion du Nord-Ouest et seconde guerre des Boers

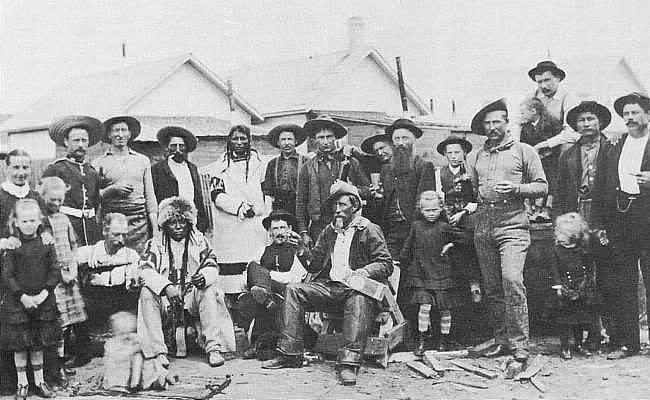
Le Halifax Provisional Battalion à Medicine Hat dans le district d'Assiniboia en 1885

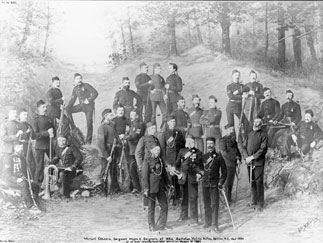
Des sous-officiers du 63rd The Halifax Battalion of Rifles vers 1890, plusieurs d'entre-peux portant des médailles de la rébellion du Nord-Ouest

Le 10 avril 1885, l'unité mobilisa trois compagnies pour le service actif. Celles-ci firent partie du Halifax Provisional Battalion (en) de la colonne d'Alberta du Corps expéditionnaire du Nord-Ouest. Elles furent retirées du service actif le 24 juillet de la même année.
Des volontaires de l'unité ont servi avec les contingents canadiens qui ont pris part à la seconde guerre des Boers en Afrique du Sud.
Le 8 mai 1900, le bataillon est devenu un régiment et adopta le nom de « 63rd Regiment "Halifax Rifles" ».

### Première Guerre mondiale
Dans la foulée de la Première Guerre mondiale, le 6 août 1914, des détachements du régiment ont été mobilisés pour le service actif afin de fournir de la protection locale.
Le 15 mai 1920, le régiment adopte le nom de « The Halifax Rifles ».

### Seconde Guerre mondiale
Dans la foulée de la Seconde Guerre mondiale, le 26 août 1939, des détachements du régiment ont été mobilisés pour le service actif pour fournir de la protection locale. Ceux-ci furent officiellement dissous le 31 décembre 1940.
Le 1er janvier 1941, le régiment mobilisa un bataillon pour le service actif. Le 26 janvier 1942, celui-ci fut converti en un bataillon blindé et nommé « 23rd Army Tank Battalion (The Halifax Rifles), CAC, CASF ». Ce bataillon adopta le nom de « régiment » le 15 mai suivant. Le 17 juillet 1943, il s'embarqua pour la Grande-Bretagne où il servit à fournir des renforts aux troupes canadiennes en campagne. Il fut officiellement dissous le 1er novembre 1943.

### Histoire récente
Le 1er avril 1946, le régiment a été converti en régiment blindé et adopta alors le nom de « 23rd Armoured Regiment (Halifax Rifles), RCAC ». Le 4 février 1949, il a été rebaptisé en « The Halifax Rifles (23rd Armoured Regiment) ». Le 19 mai 1958, il adopta son nom actuel, « The Halifax Rifles (RCAC) ».
Le 31 janvier 1965, l'effectif du régiment fut réduit à zéro et le régiment passa à l'ordre de bataille supplémentaire. Le 28 juillet 2009, il a été réactivé.
Le 4 février 1949, celui-ci a été renommé en « The Halifax Rifles (23rd Armoured Regiment) » avant d'adopter son nom actuel, « The Halifax Rifles (RCAC) », le 19 mai 1958. Le 31 janvier 1965, tout le personnel du régiment a été transféré à d'autres unités et le régiment a été mis dans l'ordre de bataille supplémentaire. Le 28 juillet 2009, le régiment a été ré-activé,,.

## Perpétuation
En plus de leur propre histoire, The Halifax Rifles (RCAC) perpétuent l'histoire du 40e Bataillon "outremers", CEC, un bataillon du Corps expéditionnaire canadien (CEC) de la Première Guerre mondiale. Celui-ci a été créé le 7 novembre 1914. Il recruta principalement dans la région d'Aldershot (en) en Nouvelle-Écosse. Il s'embarqua pour la Grande-Bretagne le 18 octobre 1915 où il servit à fournir des renforts aux troupes canadiennes au front. Tout au long de son service, le bataillon n'eut qu'un seul commandant, le lieutenant-colonel A.G. Vincent de 1915 à 1917. Le 4 janvier 1917, son personnel restant fut transféré au 26e Bataillon de réserve, CEC et il fut officiellement dissous le 17 juillet 1917.

## Honneurs de bataille

Guidon des Halifax Rifles (RCAC)

Les honneurs de bataille sont le droit donné par la Couronne au régiment d'apposer sur ses couleurs les noms des batailles ou des conflits dans lesquels il s'est illustré.
| Rébellion du Nord-Ouest                                                        | Rébellion du Nord-Ouest |
| ------------------------------------------------------------------------------ | ----------------------- |
| Canada du Nord-Ouest, 1885 (*)                                                 |                         |
| Guerre d'Afrique du Sud                                                        |                         |
| Afrique du Sud, 1899-1900 (*)                                                  |                         |
| Première Guerre mondiale                                                       |                         |
| Mont Sorrel (*)                                                                | Somme, 1916 (*)         |
| Arras, 1917, '18 (*)                                                           | Côte 70 (*)             |
| Ypres, 1917                                                                    | Amiens (*)              |
| Ligne Hindenburg                                                               | Poursuite vers Mons (*) |
| (*) Indique un honneur de bataille qui est blasonné sur le guidon du régiment. |                         |

En plus des honneurs de bataille ci-dessus, The Halifax Rifles (RCAC) détient la distinction honorifique non blasonnable « Défense du Canada – 1812-1815 – Defence of Canada » qui lui a été décernée en commémoration de la Nova Scotia Fencible Infantry pour son service durant la guerre de 1812.

## Traditions et patrimoine

Drapeau de camp des Halifax Rifles (RCAC)

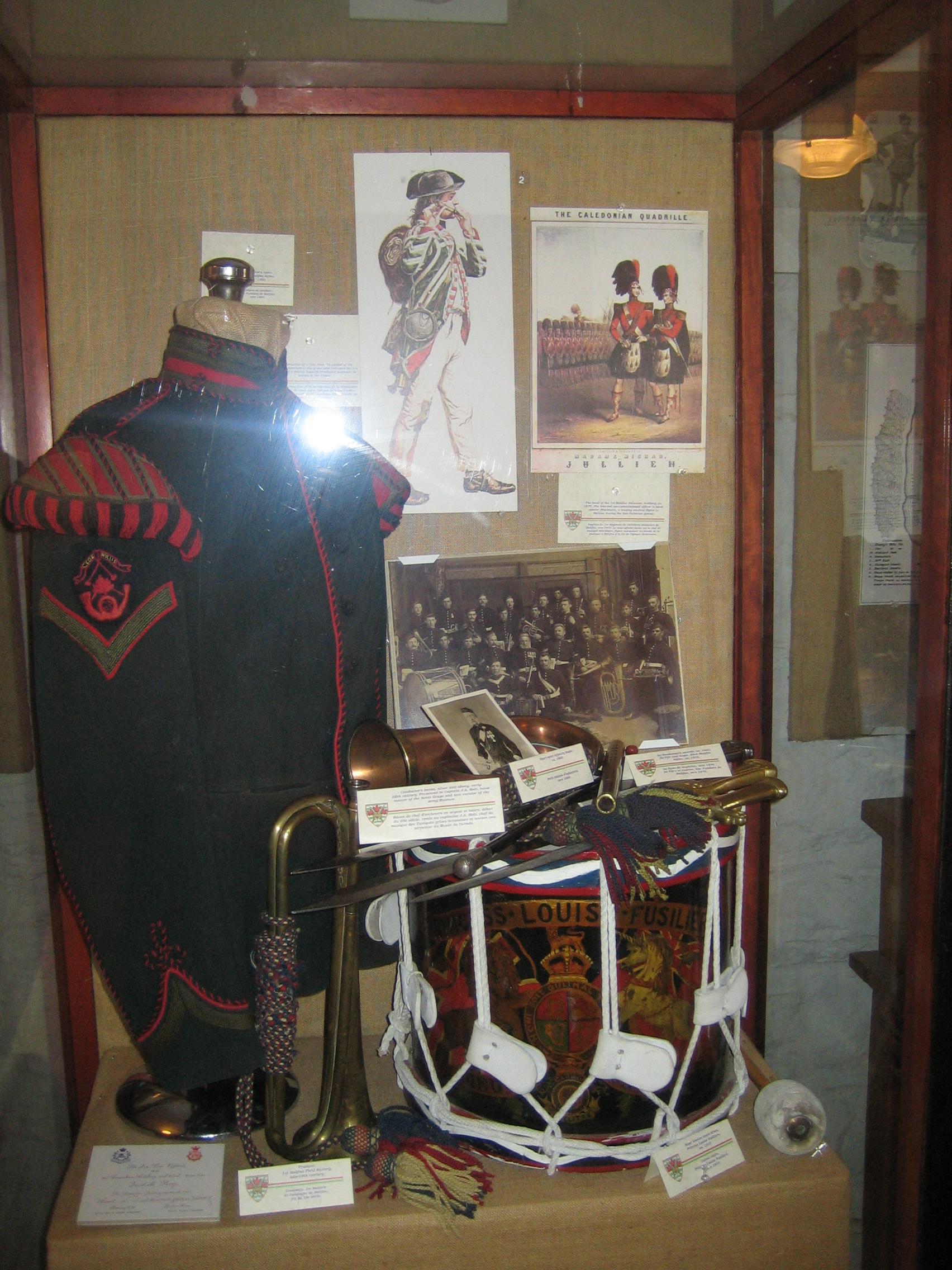
L'uniforme et le tambour d'un clairon de la fanfare des Halifax Rifles (RCAC) au musée de l'armée de la citadelle d'Halifax

Les traditions et les symboles des Halifax Rifles (RCAC) sont les éléments essentiels à l'identité régimentaire. Le symbole le plus important est l'insigne du régiment qui est composé d'une étoile à huit raies d'argent chargée d'une feuille d'érable verte portant l'inscription « Canada » en lettres majuscules d'or à l'intérieur d'un cor de chasse attaché à des cordes pendantes à un listel vert liséré d'or portant l'inscription « Cede Nullis » en lettres majuscules d'or avec, brochant en chef, un autre listel vert liséré d'or portant l'inscription « The Halifax Rifles » en lettres majuscules d'or sommé de la couronne royale. « Cede Nullis » est la devise du régiment et signifie « Ne cède à personne » en latin,.
Un autre élément important de l'identité d'un régiment sont les marches régimentaires. Celle des Halifax Rifles (RCAC) est Huntman's Chorus. Cette marche, ainsi que le cor sur l'insigne, rappelle l'époque où le régiment était une unité de voltigeurs.